# Sarcòfag de les Ploraneres

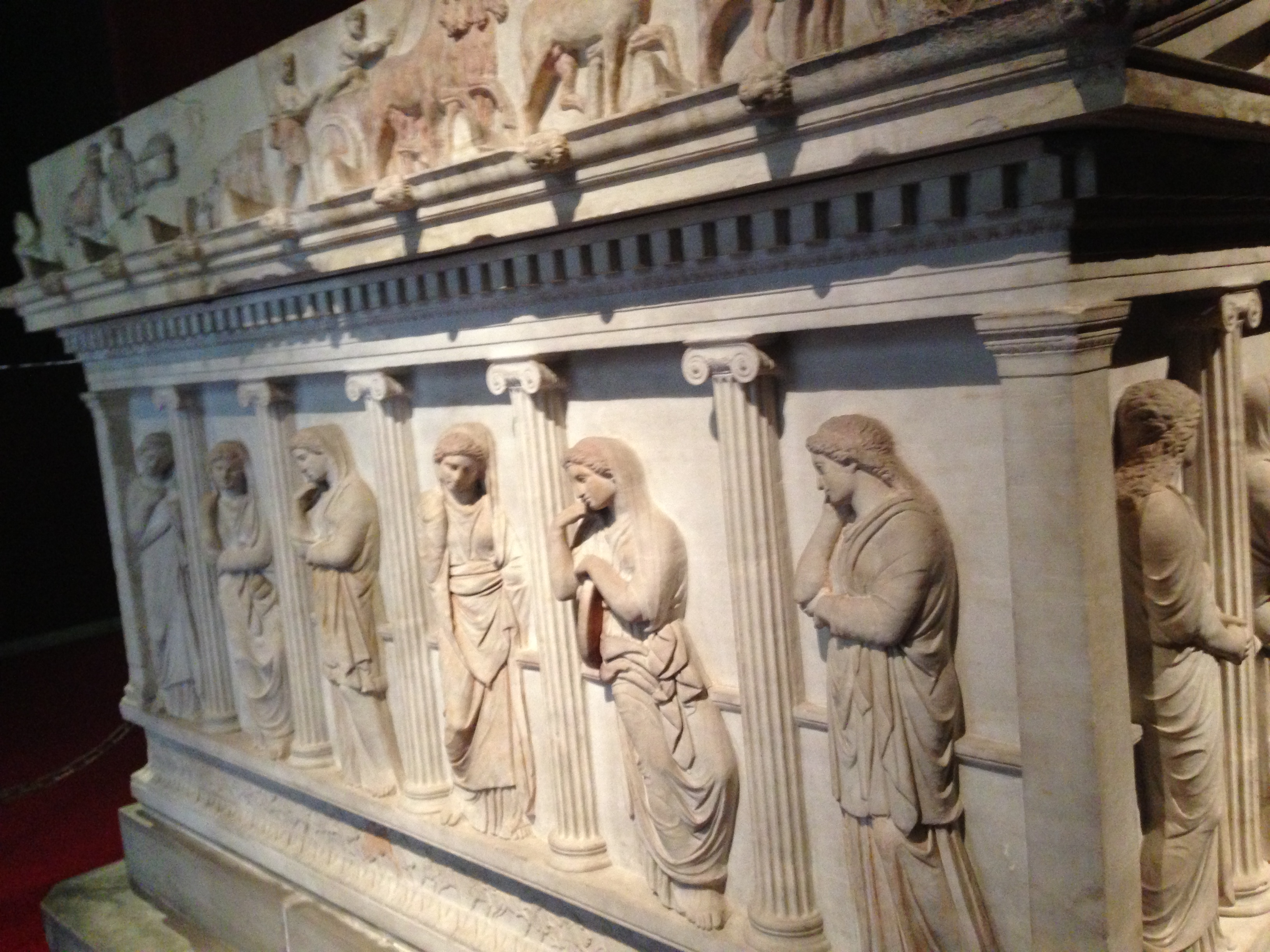
El Sarcòfag de les Ploraneres

El Sarcòfag de les Ploraneres és un sarcòfag del període hel·lenístic que trobà el 1887 l'arqueòleg turc Osman Hamdi Bey, a les tombes reials de Sidó, al Líban, a la mateixa sala funerària (núm. 3) que el Sarcòfag d'Alexandre.
Es creu que aquest sarcòfag columnar preromà, obra del període hel·lenístic, és el d'Estrató, rei de Sidó, que va morir el 360 abans de la nostra era, que va ser fet per a un habitant ric de Sidó. S'exposa al Museu Arqueològic d'Istanbul.

## Història
El Sarcòfag de les Ploraneres tingué un gran impacte a Europa i Amèrica en el moment del descobriment, juntament amb vint-i-un altres sarcòfags de la necròpolis reial de Sidó. El sarcòfag, que ja estava saquejat, només contenia els ossos del difunt i una sivella de cinturó de bronze.

Quan els sarcòfags sidonis es van dur a Istanbul, calgué construir un museu per a allotjar-los. La façana de l'edifici principal, d'Osman Hamdi Bey segons els plànols de l'arquitecte Alexandre Vallaury, un dels professors de Sanayi-i Nefise Mektebi, s'inspira en el Sarcòfag de les Ploraneres. És per això que el museu s'anomenà al principi Museu del Sarcòfag.

Les quatre cares del sarcòfag
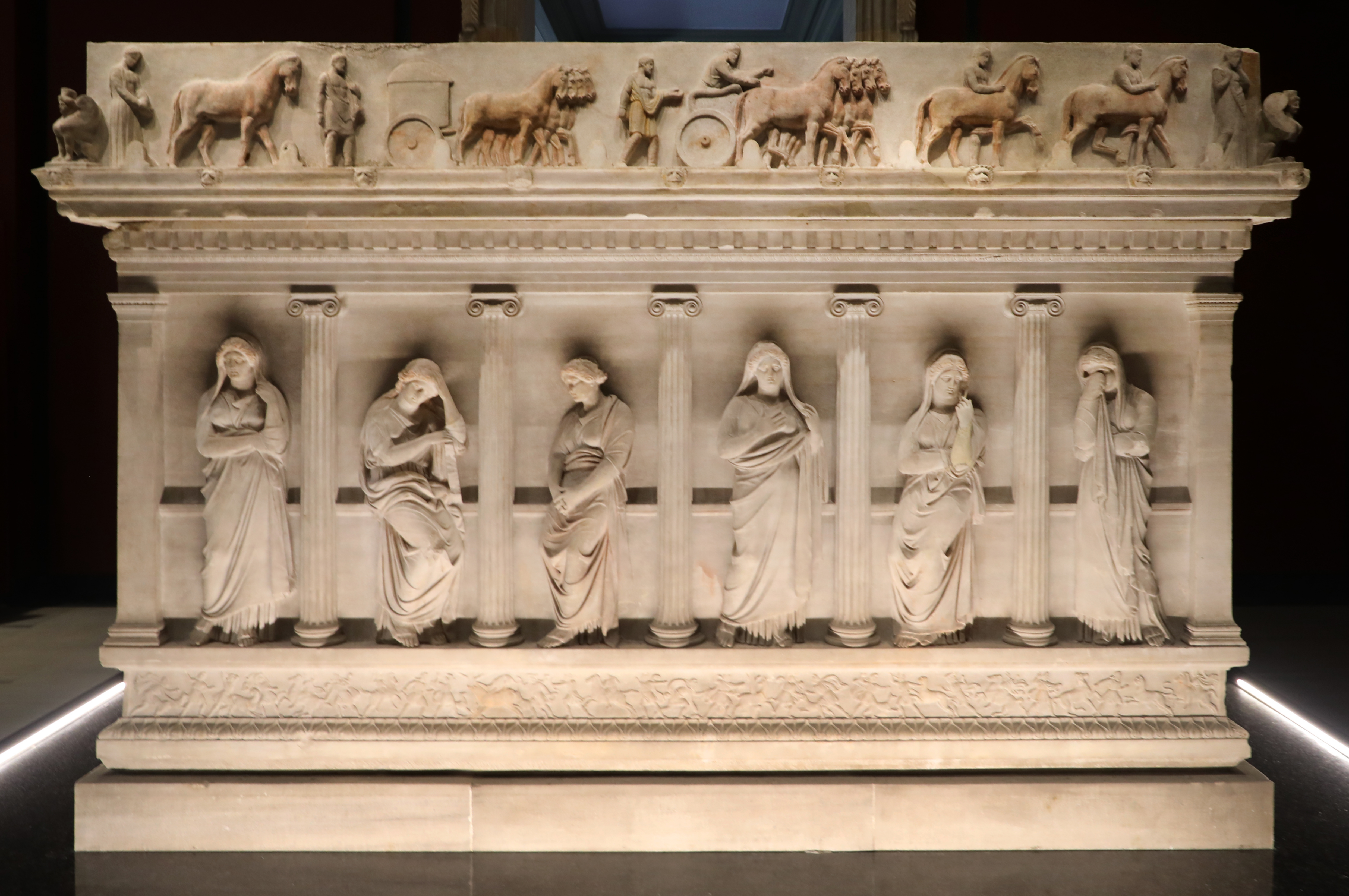
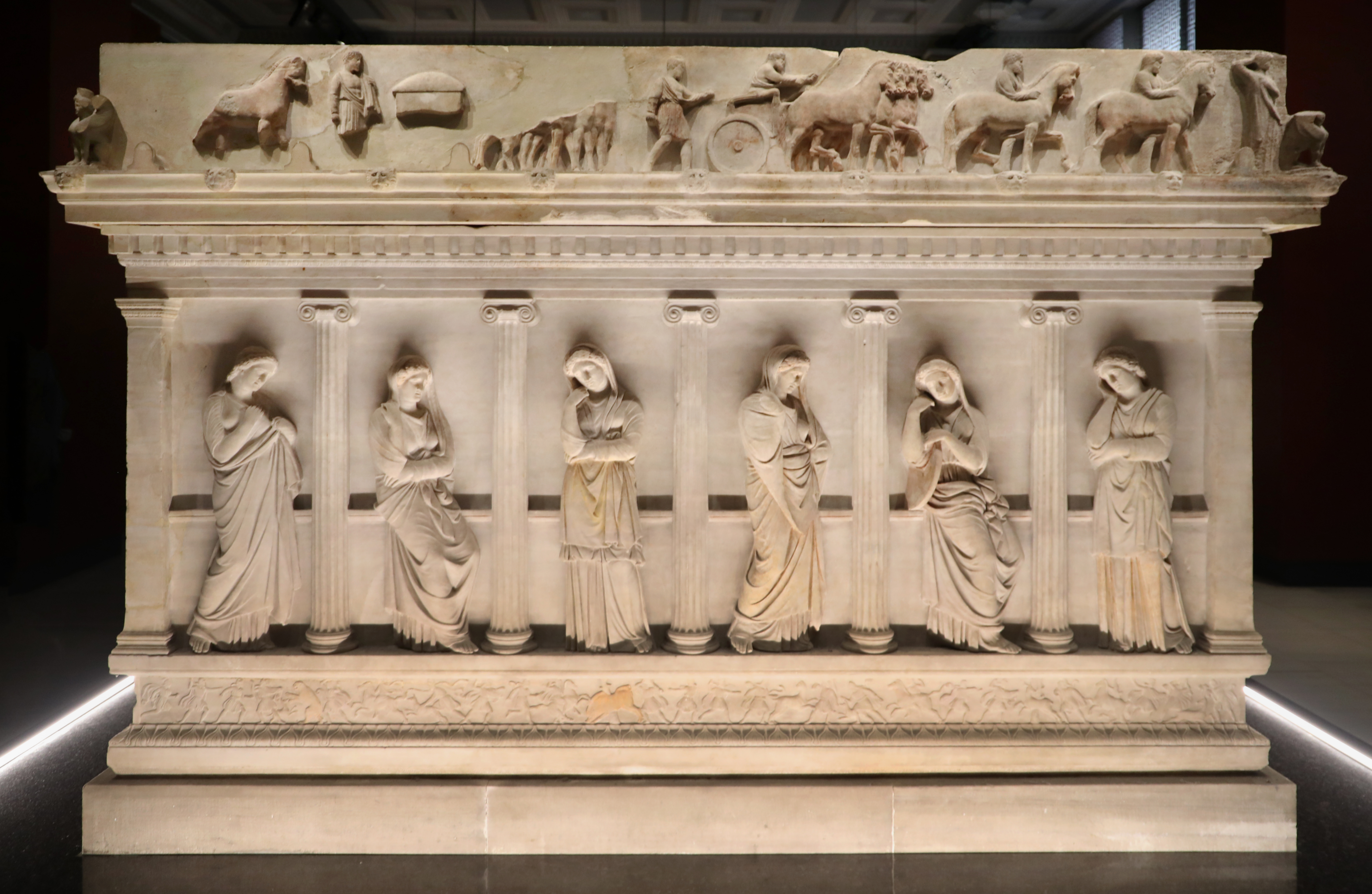
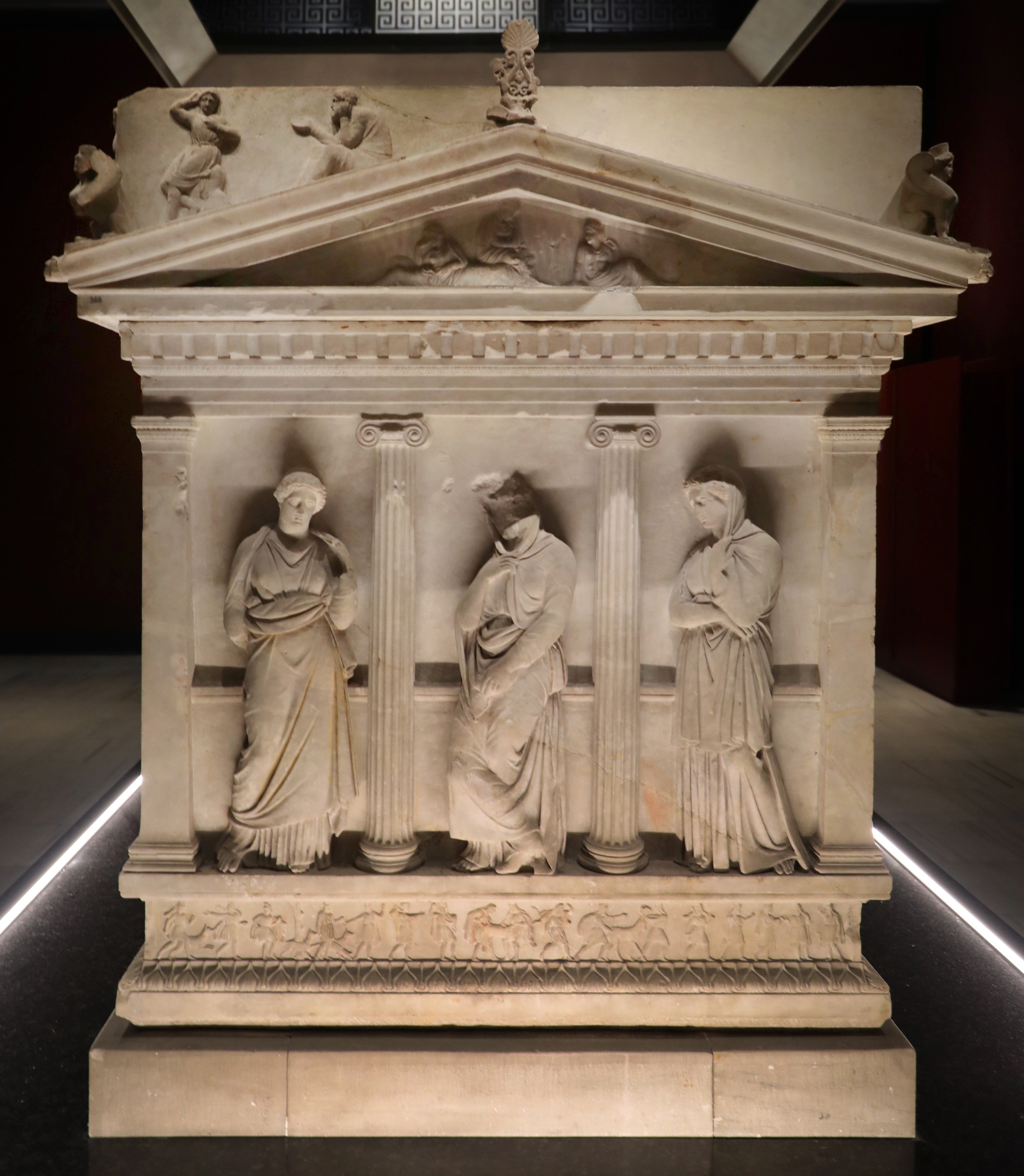
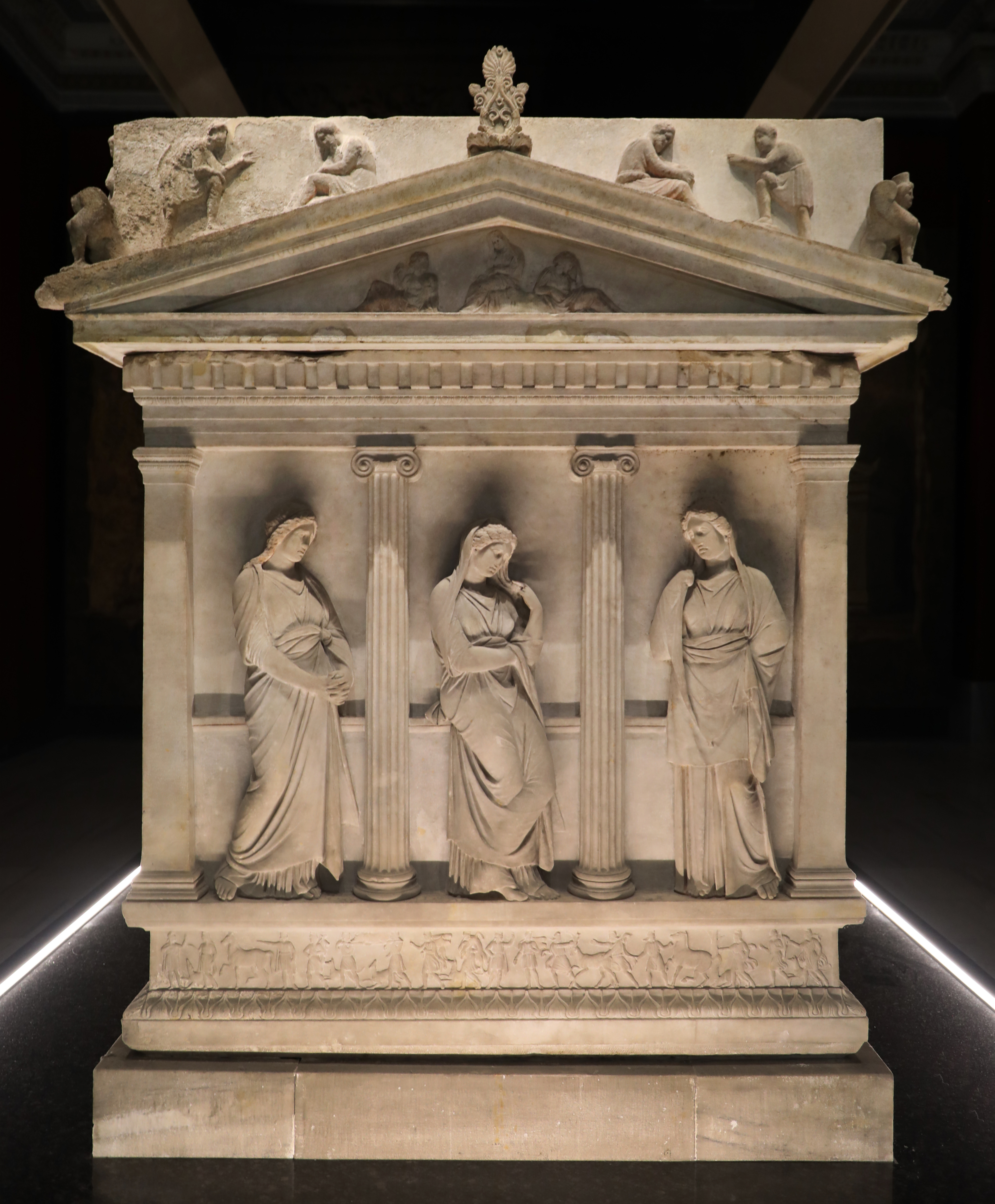

## Descripció
L'alçada del Sarcòfag de les Ploraneres és de 2,97 m, la longitud de 2,54 m  i l'amplada 1,37 m. És un dels sarcòfags antics més ben conservats del món. Els relleus representen una processó fúnebre i ploraneres planyent-se de la mort del rei. Sembla que hi treballaren diferents escultors. El sarcòfag té la forma i les proporcions d'un temple jònic. És un bon exemple de la influència oriental en l'art de l'escultura hel·lenística.
Hi ha divuit figures femenines, algunes dempeus i altres segudes, alternant-se amb les columnes jòniques que en voregen el tanc. Totes les dones tenen una expressió trista, però els moviments difereixen entre si, i donen vida a l'obra. Els caps rapats, els peus nus, la roba esquinçada i els moviments i expressions de les figures que reflecteixen la tristor són característics de les comunitats semítiques. Es creu que les divuit figures distribuïdes entre les columnes representen les esposes dels morts o les dones de l'harem en lloc de les persones en dol habituals de les societats de l'Orient Mitjà.
Hi ha una escena funerària al fris que del sarcòfag. És una composició que pot donar una idea dels costums d'aquesta època. La cara inferior del sarcòfag mostra un altre fris, que aporta a l'obra una sensació d'elevació i sublimitat.

Les figures femenines planyívoles d'aquest sarcòfag són el tema del poemari d'Enis Batur *La tomba de les ploraneres.

Algunes escenes del seguici fúnebre
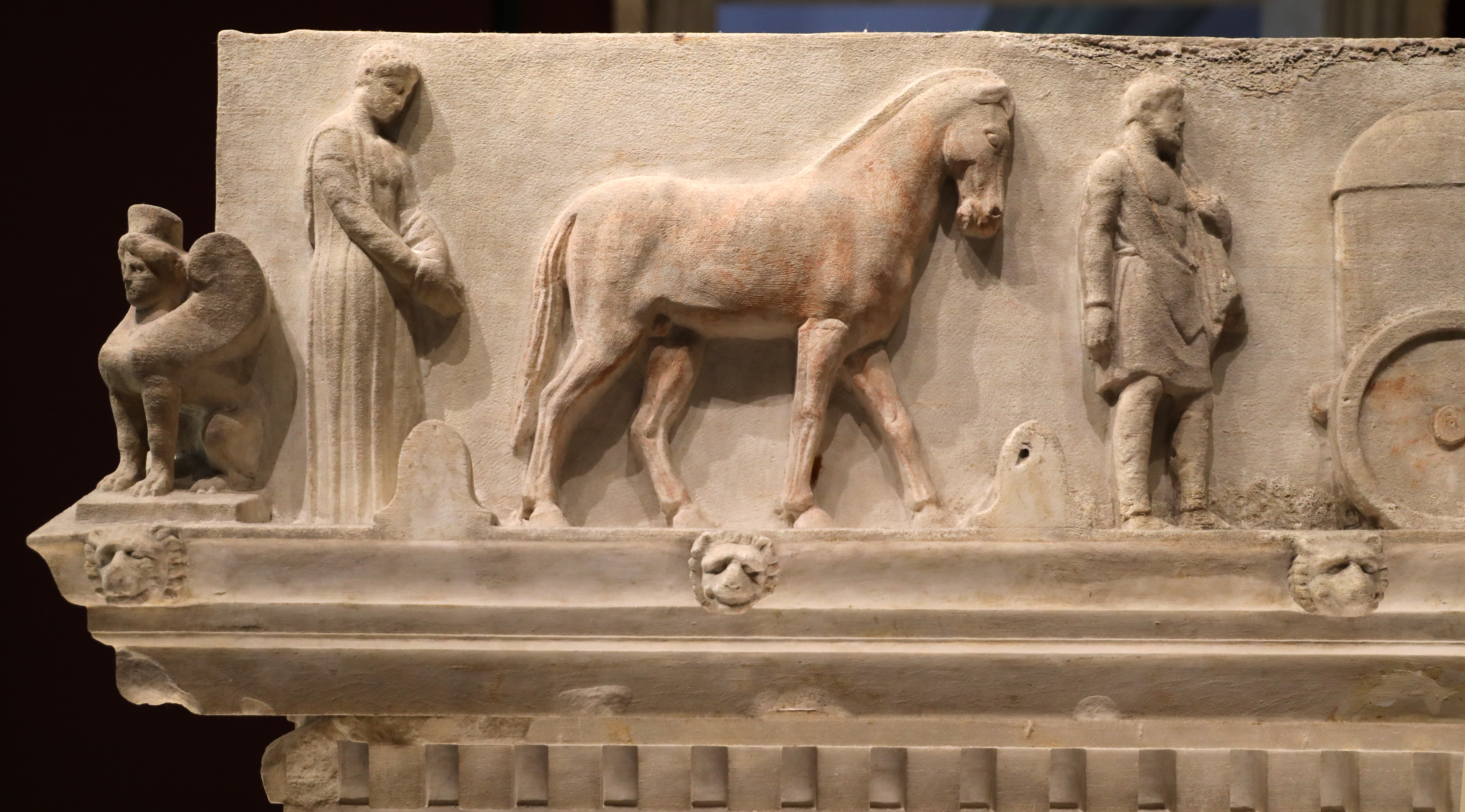
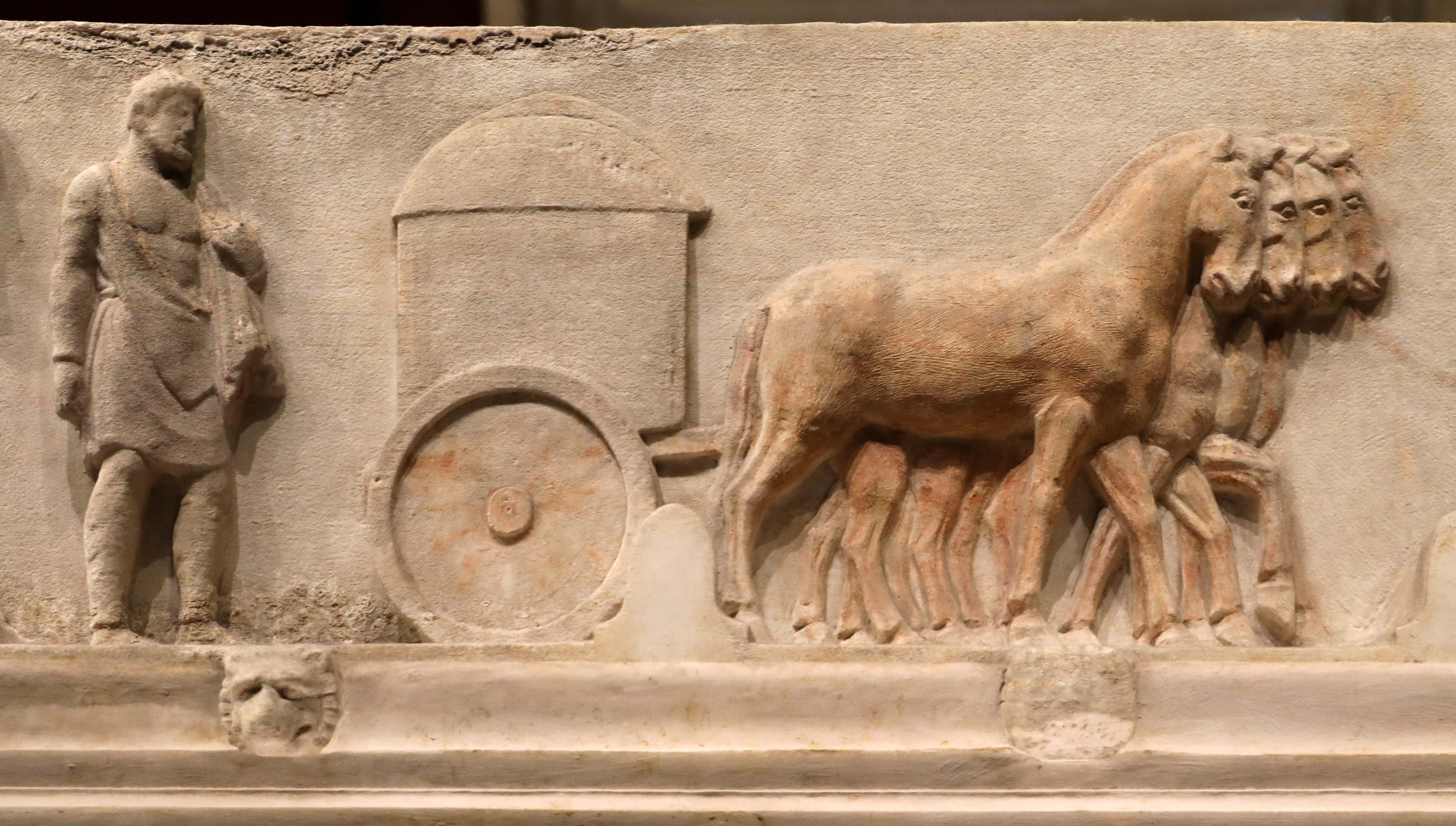
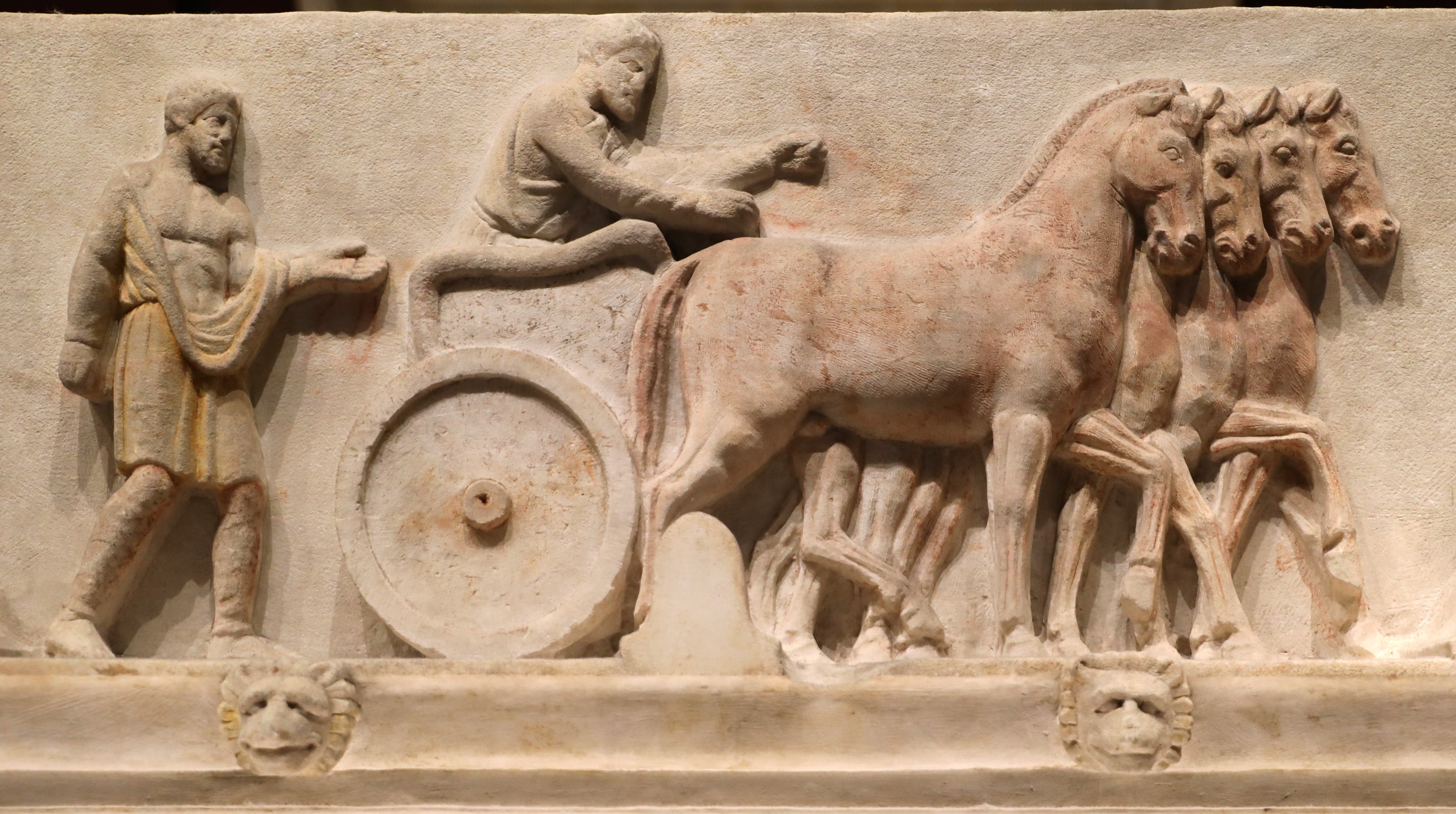